# Debutantenprijs van de Maatschappij der Nederlandse Letterkunde
Der Lucy B. en C.W. van der Hoogtprijs ist ein niederländischer Literaturpreis, der seit 1921 jährlich verliehen wird. Er wird durch die Maatschappij der Nederlandse Letterkunde (MdNL) (deutsch: Gesellschaft für Niederländische Literatur) verliehen. Das Preisgeld wurde gestiftet von dem Ehepaar Van der Hoogt.
Eingestellt wurde der Preis bereits im Jahr 1921 nach einer Schenkung des Wochenblatts De Haagsche Post. Von 1921 bis 1924 hieß er daher auch Haagsche Postprijs. Im Jahr 1925 wurde er in C.W. van der Hoogtprijs umbenannt. So hieß er bis 1939; danach bekam er bis 2021 den Namen Lucy B. en C.W. van der Hoogtprijs.
Der Preis besteht aus einem Penny / Pfennig und einem Geldbetrag.
2022 wurde der Name des Preises in Debutantenprijs van de Maatschappij der Nederlandse Letterkunde geändert.[1][1]

## Preisträger ab 2022: Debutantenprijs van de Maatschappij der Nederlandse Letterkunde
- 2022: Sholeh Rezazadeh, für De hemel is altijd paars

## Preisträger von 1940 bis 2021: Lucy B. en C.W. van der Hoogtprijs
- 2021: J.V. Neylen, für En niet bij machte
- 2020: Mirthe van Doornik für Moeders van anderen
- 2019: Mieke van Zonneveld für Leger
- 2018: Lize Spit für Het Smelt
- 2017: Idwer de la Parra für Grond. Gedichten
- 2016: Niña Weijers für De consequenties
- 2015: Hanneke van Eijken für Papieren veulens
- 2014: Sander Kollaard für Onmiddellijke terugkeer van uw geliefde
- 2013: Kira Wuck für Finse meisjes
- 2012: Merijn de Boer für Nestvlieders
- 2011: Lieke Marsman für Wat ik mijzelf graag voorhoud
- 2010: Bert Natter für Begeerte heeft ons aangeraakt
- 2009: Ester Naomi Perquin für Servetten halfstok und Namens de ander
- 2008: Eva Maria Staal für Probeer het mortuarium
- 2007: Thomas Möhlmann für De vloeibare jongen
- 2006: Anton Valens für Meester in de hygiëne
- 2005: Micha Hamel für Alle enen opgeteld
- 2004: Rob van der Linden für De hand, de kaars en de mot
- 2003: Geert Buelens für Het is
- 2002: Josse De Pauw für Werk
- 2001: René Puthaar für Dansmuziek
- 2000: Erwin Mortier für Marcel (aus dem Flämischen von Waltraud Hüsmert, Suhrkamp Verlag, Frankfurt am Main 2001, ISBN 978-3-518-41230-5.)
- 1999: Erik Menkveld für De karpersimulator
- 1998: Arthur Japin für De zwarte met het witte hart (deutsch: Der Schwarze mit dem weißen Herzen, Claassen-Verlag (1999), 447 Seiten, ISBN 3-546-00156-7)
- 1997: Piet Gerbrandy für Weloverwogen en onopgemerkt
- 1996: Wessel te Gussinklo für De opdracht
- 1995: Peter Ghyssaert für Cameo
- 1994: Geertrui Daem für Boniface
- 1993: Anna Enquist für Jachtscènes
- 1992: Marie Kessels für Boa
- 1991: Charles Ducal für De hertog en ik
- 1990: Margriet de Moor für Dubbelportret
- 1989: Marc Reugebrink für Komgrond
- 1988: Jan Brokken für De zee van vroeger
- 1987: Rogi Wieg für Toverdraad van dagverdrijf
- 1986: August Willemsen für Braziliaanse brieven
- 1985: Benno Barnard für Klein Rozendaal
- 1984: Thomas Rosenboom für De mensen thuis (Erzählungen)
- 1983: Lela Zeckovíc für Belvédère
- 1982: Kester Freriks für Hölderlins toren
- 1981: Eva Gerlach für Verder geen leed
- 1980: Oscar de Wit für Met koele obcessie
- 1979: Hans Tentije für Wat ze zei
- 1978: Hilbert G. Kuik für Het schot
- 1977: Dirk Ayelt Kooiman für De grote stilte
- 1976: Kees Ouwens für gehele oeuvre
- 1975: Fritzi ten Harmsen van der Beek für gehele oeuvre
- 1974: Frank Martinus Arion für Dubbelspel
- 1973: Guus Vleugel für seine cabaretteksten
- 1972: Breyten Breytenbach für Lotus
- 1971: Wim Huyskens für Schuine lyriek und De poëtische bijl
- 1970: Jacq Firmin Vogelaar für Het heeft geen naam
- 1969: Hugo Raes für De lotgevallen
- 1968: H.C. ten Berge für Personages
- 1967: Andreas Burnier für Een tevreden lach
- 1966: Gust Gils für Een plaats onder de maan
- 1965: Jacques Hamelink für Het plantaardig bewind
- 1964: J. Bernlef für Dit verheugd verval
- 1963: Cees Nooteboom für De ridder is gestorven
- 1962: Willem Brakman für Een winterreis
- 1961: Bert Schierbeek für das Gesamtwerk
- 1960: Christine D’haen für Gedichte 1946-1958
- 1959: Anton Koolhaas für Er zit geen spek in de val
- 1958: Hans Warren für Saïd
- 1957: Jacques Presser für De nacht der Girondijnen
- 1956: W.J. van der Molen für De onderkant van het licht
- 1955: Willem G. van Maanen für De onrustzaaier
- 1954: Guillaume van der Graft für Vogels en Vissen
- 1953: Adriaan van der Veen für Het wilde feest
- 1952: Jan Willem Schulte Nordholt für Levend landschap
- 1951: Alfred Kossmann für De nederlaag
- 1950: Leo Vroman für Gedichten, vroegere en latere
- 1949: Anna Blaman für Eenzaam avontuur
- 1948: Hendrik de Vries für Toovertuin (deutsch: Zaubergarten)
- 1947: J.J. Klant für De geboorte van Jan Klaassen (deutsch: Das etwas seltsame und durchaus abenteuerliche Menschenleben des einstigen Kasper Jan Klaassen)
- 1946: Bert Voeten für Doortocht
- 1945: Muus Jacobse für Vuur en wind
- 1945: Ida Gerhardt für Het veerhuis
- 1942: Beb Vuyk für Het laatste huis van de wereld
- 1941: Margaretha Vasalis für Parken en woestijnen
- 1940: Clara Eggink für Het schiereiland.

## Preisträger von 1925 bis 1939: C.W. van der Hoogtprijs
- 1939: Ed. Hoornik für Mattheus
- 1938: Simon Vestdijk für Het vijfde zegel (deutsch: Das fünfte Siegel. Ein El-Greco-Roman, übersetzt von Anny Gerdeck-de Waal und Rudolf M. Rohrer: Brünn-München-Wien o. J. (ca. 1940/41))
- 1937: Henriëtte van Eyk für Gabriël: de geschiedenis van een mager mannetje
- 1936: Hendrik Marsman für Porta Nigra
- 1935: Nicht verliehen.
- 1934: Jan Jacob Slauerhoff für Soleares
- 1933: Anton van Duinkerken für Dichters der contra-Reformatie
- 1932: Johan Fabricius für Komedianten trokken voorbij
- 1931: Arthur van Schendel für Het fregatschip Johanna Maria (deutsch 1933: Das Vollschiff „Johanna Maria“, Neuauflage in der Übersetzung von Gregor Seferens 2007, Zürich Manesse Verlag, unter dem Titel Das Fregattschiff Johanna Maria)
- 1930: Antoon Coolen für Het donkere licht
- 1929: Anthonie Donker für Grenzen
- 1928: Aart van der Leeuw für Het aardsche paradijs
- 1927: Herman de Man für Het wassende water
- 1926: Dirk Coster für Verzameld Proza
- 1925: Reinier van Genderen Stort für Kleine Inez

## Preisträger von 1921 bis 1924: Haagsche Postprijs
- 1924 Nicht verliehen.
- 1923 Jo de Wit für Open zee
- 1922 Carry van Bruggen für Het huisje aan de sloot
- 1921 Elisabeth Zernike für Het schamele deel